# The Sounds Wrong
The Sounds Wrong è il secondo EP della punk rock band statunitense $wingin' Utter$ pubblicato per la Fat Wreck Chords nel 1998.

## Tracce
1. The Dirty Sea
2. Stupid Lullabies
3. L.O.V.E. I Hate You
4. Greg's Love Song
5. Sounds Wrong / Devious Means

## Formazione
- Johnny Bonnel - voce
- Max Huber - chitarra
- Spike Slawson - basso
- Greg McEntee - batteria
- Darius Koski - chitarra, voce